# Don’t Click Play
A Don’t Click Play Ava Max amerikai énekesnő harmadik stúdióalbuma, amelynek a megjelenése 2025. augusztus 22-én várható az Atlantic Records gondozásában. Az albumon hasonlóan Max debütáló stúdióalbumához, a Heaven & Hell-hez (2020), valamint a második lemezéhez, a Diamonds & Dancefloors-hoz (2023) elsősorban popzenék hallhatóak. Az album eddig megjelent kislemezei közé tartozik a Lost Your Faith, a Lovin Myself, valamint a Wet, Hot American Dream.

## Háttér
A második albuma köré épülő turnéja után 2023 szeptemberében Max úgy döntött, nekivág egy teljesen új korszaknak, egy vadonatúj albumnak. 2024 április 4-én kiadta a My Oh My című kislemezét, amivel megnyitotta ezt az új időszakot. A Billboardnak adott interjúja szerint a harmadik albumára "szívfájdalom és férfi" nélkül készült, elmondása alapján a My Oh My "önmagának a kezdete", egy személyes gyógyulásnak az időszaka. Ez a dal szerepelt volna az album vezető kislemezeként, ám 2024 szeptember 20-án kiadta a Spot A Fake című dalát, megerősítve, hogy a kettő közül csak ezutóbbi fog szerepelni a lemezen. Az album kiadását az év végére tervezte, ám az akkori változatát - amiben a My Oh My, illetve a Spot A Fake szerepelt volna - végleg elvetette személyes okok miatt.
2025 február 7-én kiadta a Lost Your Faith című kislemezét, megerősítve, hogy ez már tényleg az album része lesz. Április 9-én megosztotta egy weboldal linkjét, ahol a Don't Click Play on Ava Max cím fogadta az oldal látogatóit. A "Sign the Petition" ("Írd Alá a Petíciót") gombra kattintva betekintést lehetett nyerni Max következő kislemezébe, amely később május 29-én jelent meg Lovin Myself címmel. Május 1-én bejelentette, hogy az albumot véglegesítette, és Don't Click Play címen fogja kiadni, bemutatva a kész albumborítót, melyen Max áll a középpontban, egy hatalmas, lángoló lejátszás gombba kapaszkodva. Ekkoriban derült ki az is, hogy az kiadást 2025 augusztus 22-ére tervezi.
Július 1-én megjelent az album harmadik kislemeze is, a Wet, Hot American Dream is. Jelenleg nincs információ arról, hogy Max tervez-e több kislemezt is kiadni az album teljes megjelenéséig.

## Az albumon szereplő dalok listája
Az album megjelenése előtti héten Max hivatalosan is közzétette a számlistát, habár előtte már kiszivárgott.
| Cím                         | Szerző(k)                                                                       | Producer(ek) | Hossz |
| --------------------------- | ------------------------------------------------------------------------------- | ------------ | ----- |
| 1. Don't Click Play         | Ava Max • JBACH • Pink Slip • Sean Douglas                                      |              | 2:28  |
| 2. How Can I dance          | Amanda Ava Koci • JBACH • Jim Lavigne • Pink Slip • Jakke Erixson               |              | 2:26  |
| 3. Lovin Myself             | Amanda Ava Koci • Pink Slip • Lita • Scott Harris Friedman                      |              | 2:56  |
| 4. Sucks To Be My Ex        | Ava Max • Jason Evigan • MarcLo • Pink Slip • Sean Douglas                      |              | 3:23  |
| 5. Wet, Hot American Dream  | Amanda Ava Koci • Alida Garpestad Peck • JBACH • Pink Slip • David Stewart      |              | 2:56  |
| 6. Take My Call             | Amanda Ava Koci • JBACH • Johnny Goldstein • Sam Martin                         |              | 2:53  |
| 7. Know Somebody            | Amanda Ava Koci • Amanda "Kiddo A.I." Ibanez • AMMO • Michael Pollack           |              | 3:25  |
| 8. Lost Your Faith          | Amanda Ava Koci • Leroy Clampitt • Delacey • Lucy Healey • Pink Slip            |              | 3:14  |
| 9. Fight For Me             | Amanda Ava Koci • Melanie Fontana • Michel Schulz • Ryan Tedder • Lindgren      |              | 2:35  |
| 10. Skin In The Game        | Amanda Ava Koci •Malik "The Freq" Moore • Jordan Powers • Haven • Lauren Mandel |              | 2:49  |
| 11. World's Smallest Violin | Ava Max • Arthur Remond • Hamid Bashir • Pink Slip                              |              | 2:28  |
| 12. Catch My Breath         | Ava Max • Pink Slip • Scott Harris Friedman                                     |              | 3:11  |

## Megjelenési történet
Az teljes album kiadását 2025 augusztus 22-ére tervezik. Emellett 2025 február 7-én megjelent a Lost Your Faith, május 29-én a Lovin Myself, július 1-én pedig a Wet, Hot American Dream című kislemeze.
| Régió       | Dátum               | Formátum                                                  | Kiadó            |
| ----------- | ------------------- | --------------------------------------------------------- | ---------------- |
| Világszerte | 2025. augusztus 22. | digitális letöltés • streaming • CD • kazetta • hanglemez | Atlantic Records |